# Lindomar de Paula Queiroz
Lindomar de Paula Queiroz, mais conhecido como Lindomar (Inhumas, GO, 20 de maio de 1970), é um ex-futebolista brasileiro que atuava como meio-campista.

## Carreira
Considerado um jogador ao mesmo tempo criativo e marcador, embora discreto, Lindomar começou a sua carreira no Atletico Goianiense, onde foi campeão da terceira divisão em 1990. Vendido ao Corinthians junto com Romerito, defendeu o clube paulista em cinco partidas no Campeonato Brasileiro de 1996. Não teve uma passagem de todo ruim pelo Parque São Jorge: apesar das gozações quando da sua contratação, marcou dois gols em dez jogos e participou de três jogos da campanha do título paulista de 1997. De volta ao futebol goiano, passou por Goiânia (1997), Atlético (1997 e 1998), Anápolis (1998) e Jataiense (1998).
Em 1999 foi para o Gama, onde voltou a disputar o Brasileiro. No começo do ano seguinte, foi para o Guarani e disputou o Campeonato Paulista. Voltou ao Gama para o Brasileiro e lá ficaria até 2003, saindo apenas para disputar o Campeonato Paulista de Futebol de 2001, novamente vestindo a camisa do Guarani. Com o tricampeonato do Distrito Federal em 1999, 2000 e 2001 no currículo, foi vendido ao Al Shabab, da Arábia Saudita. Apesar de ter ficado apenas um ano no Oriente Médio, participou das duas conquistas da Copa da Liga Árabe (2003 e 2004). Voltou ao Brasil no meio do Campeonato Brasileiro de 2004 ao ser contratado pela Ponte Preta. Sua chegada foi apontada como um dos motivos para a boa campanha do time, especialmente no primeiro turno, quando terminou na segunda colocação. Ficou no clube para o ano seguinte, mas apenas durante o Campeonato Paulista. Foi contratado pelo Brasiliense na reta final do Campeonato Brasileiro de 2005, mas não ajudou a salvar a equipe do rebaixamento — aos 35 anos, era um dos muitos veteranos do time. Voltou ao Atlético em 2007 e logo de cara foi campeão goiano. Depois de ser apontado como principal aposta do time para 2008, ajudou-o a conquistar mais um título da terceira divisão.
Em 2010, após sua saída do Atlético, Lindomar foi disputar o último campeonato de sua carreira pela Aparecidense, time da cidade de Aparecida de Goiânia, onde atuou como capitão e foi campeão da Divisão de Acesso do Campeonato Goiano.